# Klokan Bennettův
Klokan Bennettův (Macropus rufogriseus fruticus) je tasmánský poddruh klokana rudokrkého.

## Synonyma
- Macropus rufogriseus frutica

## Popis
- hmotnost 11–27 kg
- délka těla: 66–93 cm
- délka ocasu 62–88 cm

Klokan Bennetův patří k menším poddruhům klokana rudokrkého. Je to středně velký poměrně podsaditý klokan s hustou srstí, díky které snesou i chladnější podnebí. Srst je šedá, na týlu červenohnědá.

## Rozšíření a stanoviště
Přirozeným místem výskytu klokana Bennettova jsou křoviny a blahovičníkové lesy ostrova Tasmánie. V roce 1874 byl introdukován na Jižní ostrov Nového Zélandu. V roce 1940 zdivočel v Anglii. Od 70. let žije divoce i ve Francii, jihozápadně od Paříže. Díky své přizpůsobivosti a otužilosti jsou totiž jedinci, kteří uprchli ze zoologických zahrad či parků, schopní se rozmnožovat a založit vlastní populaci.

## Biologie
Chováním se klokan Bennettův neodlišuje od dalších poddruhů. Mláďata se rodí od února do března, na vrcholu léta.

## Klokan Bennettův v Zoo
- ZOO Brno
- Zoo Praha
- Zoo Chleby
- Zoo Plasy
- Zoo Děčín

Na Slovensku je chován v Zoo Bratislava.